# Puccio Pucci (notabile)

Stemma Pucci

Puccio Pucci (Firenze, 1º settembre 1389 – 7 maggio 1449) è stato un politico italiano, capostipite del ramo principale della famiglia Pucci.

## Biografia
Figlio di Antonio Pucci, si iscrisse, come il padre, all'Arte dei Legnaioli, un'arte minore che si occupava anche della costruzione di impalcature e quindi di architettura. Non esercitò comunque mai la professione di legnaiolo dedicandosi alla politica, e anzi più tardi nel 1436 si iscrisse all'Arte Maggiore del Cambio.
La sua ascesa politica fu graduale, e contò la sua amicizia patriarcale con il più anziano Giovanni di Bicci de' Medici sin dal 1412, del quale fu un consigliere sagace.
I primi incarichi politici furono come castellano o podestà di territori periferici (a Montecornaro nel 1413, al Cassereto di Arezzo nel 1416, a Monterappoli nel 1417, a Campiglia nel 1420), poi come membro di varie magistrature fiorentine ordinarie e straordinarie (per la guerra contro Volterra del 1427 e contro Lucca del 1429). Era intanto tra gli esponenti principali del partito dei Medici, contro gli Albizi, così preminente che la fazione veniva talvolta chiamata Puccina.
Nel 1433 era completamente schierato con Cosimo de' Medici, arrivando a provare a corrompere i giudici della Balia che dovevano dichiararsi sulla colpa di tiranno di Cosimo, ma i suoi soldi servirono solo ad alleviare un po' la prigionia di Cosimo e, dopo la decisione di esilio, Puccio cercò di incitare il popolo a una rivolta. Per questo venne esiliato pure lui, con un confino decennale a L'Aquila. Tuttavia con il rientro di Cosimo il Vecchio a Firenze nel 1434 egli veniva prontamente richiamato in città e da allora rimase sotto la protezione del casato Mediceo. Si iscrisse all'Arte del Cambio e operò nell'ambito del Banco Medici. In particolare si dedicò alla riscossione dei crediti verso potenti caduti in proscrizione e si arricchì così enormemente, dirottando anche denaro pubblico nelle sue tasche. In sette anni il suo patrimonio arrivò a contare la stratosferica cifra di 54.000 fiorini e grazie alle sue potenti amicizie superò un'inchiesta circa i suoi guadagni.
Continuò l'attività politica ed eseguì alcune ambascerie per conto della Repubblica Fiorentina al pontefice e a Francesco Sforza (1435) in previsione della guerra contro Milano del 1437.
Fu Priore di Libertà nel 1444, poi lo stesso anno Podestà di Pisa nel 1444. Per la sua spiccata abilità oratoria compì altre ambascerie verso le corti del nord-Italia, alla Repubblica di Venezia e al pontefice.
Nel 1447 divenne Gonfaloniere di Giustizia, la carica più prestigiosa della Repubblica. Una nuova guerra contro Napoli lo vide coinvolto nelle ambascerie e nel successivo trattato di pace (1448). Lo stesso anno però, con tutto il potere ottenuto, lo vide coinvolto nella congiura dei Ricci con Giovanni di Cosimo de' Medici, dalla quale però venne assolto, ma più che per vera innocenza, fu grazie alle sue doti di oratore e diplomatico che riuscì a dissimulare il suo coinvolgimento.
Nella chiesa della Santissima Annunziata fu il primo fondatore della Cappella maggiore sotto la tribuna, (ora Cappella della Madonna del Soccorso), ma dopo il suo morte il suo figlio Antonio Pucci decise di costruire l'oratorio di San Sebastiano davanti alla chiesa, e lasciare quello della tribuna.

## Genealogia
Si sposò in prime nozze nel 1414 con Nannina di Piero Mattei, che gli diede tre figli:
- Antonio (8 marzo 1418-1484), uomo politico
- Piero (1419-?), sposò Caterina di Baldassarre Milanesi, di Prato
- Francesco (5 novembre 1420-1483), sposò nel 1447 Bartolommea di Giovanni di Francesco Spini (m. 29 maggio 1460) e nel 1461 Bartolommea di Simone Marucelli (m. 1508).

Vedovo, si risposò nel 1425 con Bartolommea di Tommaso Spinelli (1408-dopo il 1449), che gli diede altri dieci figli: 
- Bartolommeo (1426-c. 1498), mercante e uomo politico
- Polissena (c. 1428-?), sposò nel 1441 Paolo d'Antonio di Testa Girolami
- Giovanna (c. 1429-?), sposò in prime nozze nel 1442 Giannozzo di Betto Biliotti e in seconde nozze nel 1452 Zanobi Buonvanni
- Piera (1432-?), sposò nel 1446 Scolaio di Tommaso Ciacchi
- Francesca (1433-?), sposò nel 1447 Jacopo di Bernardo Ciacchi
- Ginevra (1435-?), sposò nel 1452 Geri di Tommaso della Rena
- Tommaso (1437-1527), legista e uomo politico, sposò nel 1459 Martinella di Filippo Lazzari, senese (?-1505)
- Zanobi (morto in tenera età nel 1441)
- Benedetto (morto in tenera età nel 1442)
- Dionigi (8 febbraio 1442-sepolto il 4 agosto 1494), uomo politico, sposò Giovanna di messer Antonio Gambacorta (?-1506)